# Sternula
Genre
Sternula est un genre d'oiseaux de la famille des Laridae.

## Liste d'espèces
D'après la classification de référence (version 14.1, 2024) de l'Union internationale des ornithologues, il y a 7 espèces du genre Sternula (ordre philogénique) :
- Sternula albifrons (Pallas, 1764) – Sterne naine ;
- Sternula saundersi (Hume, 1877) – Sterne de Saunders ;
- Sternula antillarum Lesson, RP, 1847 – Petite Sterne ;
- Sternula superciliaris (Vieillot, 1819) – Sterne argentée ;
- Sternula lorata (Philippi & Landbeck, 1861) – Sterne du Pérou ;
- Sternula nereis Gould, 1843 – Sterne néréis ;
- Sternula balaenarum Strickland, 1853 – Sterne des baleiniers.